# Weißenbach am Lech
Weißenbach am Lech è un comune austriaco di 1 263 abitanti nel distretto di Reutte, in Tirolo.